# بهزاد رسولی
بهزاد رسولی (زاده ۲۶ اسفند ۱۳۸۰ در خوی) بازیکن فوتسال اهل ایران است وی سابقه عضویت در تیم ملی فوتسال ایران را دارد. او در حال حاضر عضو باشگاه فوتسال گیتی‌پسند اصفهان است.
بهزاد رسولی  از کردهای ارومیه می باشد که سابقه  دعوت به تیم ملی را در کارنامه ورزشی خود  دارد.

## افتخارات

### باشگاه
- - قهرمانی با تیم گیتی پسند اصفهان: لیگ برتر فوتسال ایران ۱۴۰۲ (گیتی پاسند)[۹]

### تیم ملی
- - نایب قهرمانی تیم ملی فوتسال در مسابقات جهانی دانشجویان[۱۰]

### فردی
- برترین دروازه‌بان مسابقات جهانی دانشجویان[۱۱][۱۲]